# Stephanocereus
Stephanocereus é um gênero botânico da família cactaceae.

## Espécies
- Stephanocereus leucostele
- Stephanocereus luetzelburgii